# El Naranjo, Morelos
El Naranjo är en ort i Mexiko.   Den ligger i kommunen Puente de Ixtla och delstaten Morelos, i den sydöstra delen av landet, 90 km söder om huvudstaden Mexico City. El Naranjo ligger 915 meter över havet och antalet invånare är 292.
Terrängen runt El Naranjo är platt österut, men västerut är den kuperad. El Naranjo ligger nere i en dal. Runt El Naranjo är det ganska tätbefolkat, med 214 invånare per kvadratkilometer. Närmaste större samhälle är Puente de Ixtla, 2,8 km söder om El Naranjo. Omgivningarna runt El Naranjo är en mosaik av jordbruksmark och naturlig växtlighet.